# Ṣfīḥa

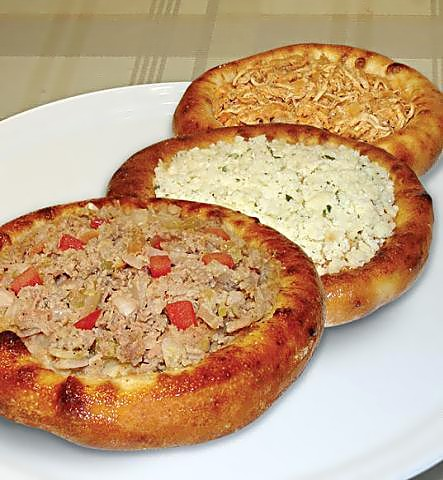
Ṣfīḥa abierta, tipo pizza.

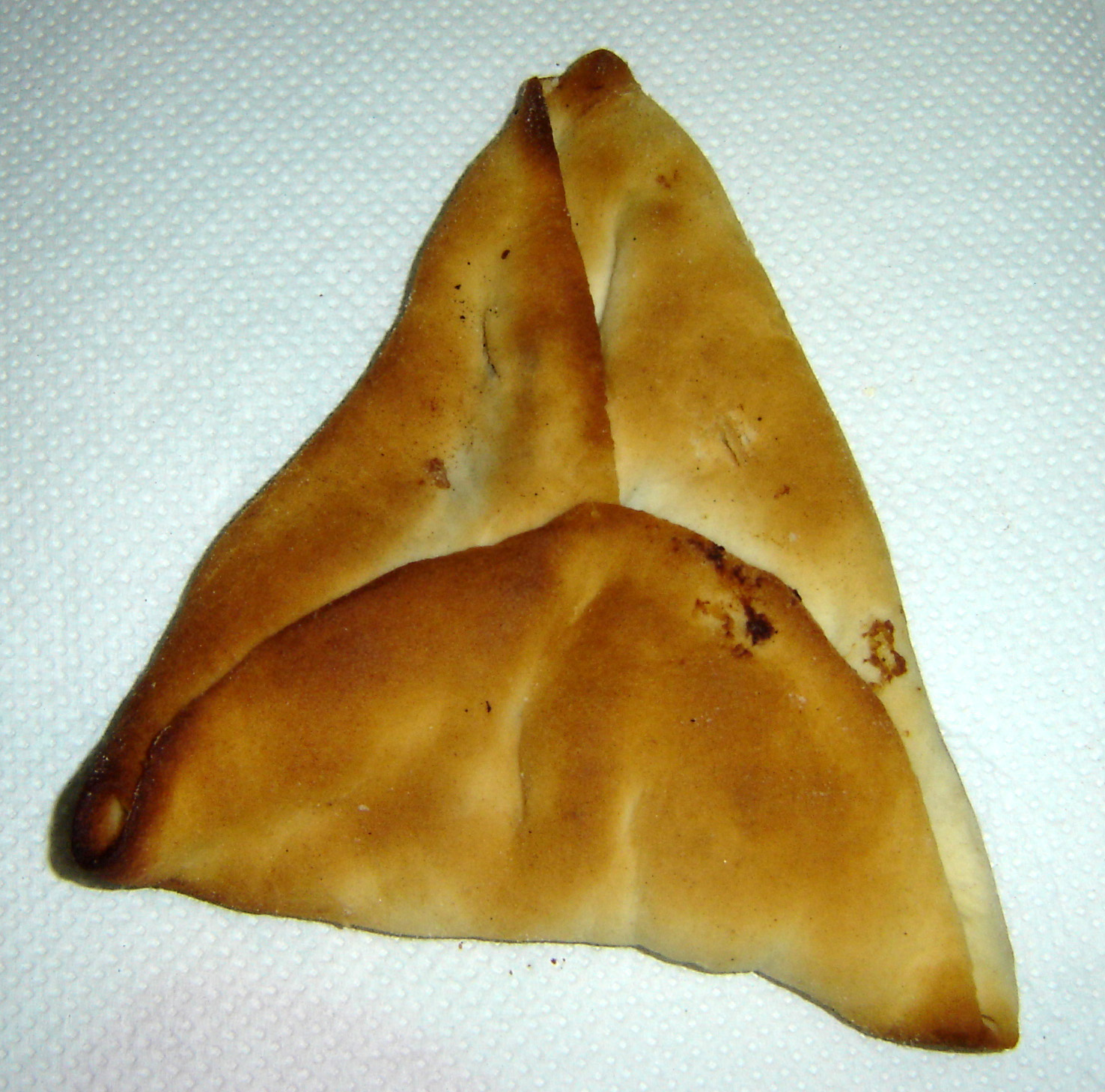
Ṣfīḥa cerrada, tipo empanada.

La ṣfīḥa (en árabe: صفيحة‎) o laḥm biʿaŷīn (لحم بعجين) es un tipo de empanada muy habitual en los países del Oriente Medio. Este tipo de empanada suele elaborarse con carne. La carne suele estar especiada convenientemente (por regla general es la misma que las empleadas en las dolmas).

## Variantes
Debido a la presencia de emigrantes de Oriente Medio en algunos países es posible encontrar sfihas. Algunas variantes son empanadas cerradas, al estilo de los calzone, o abiertas y pueden presentar según la zona geográfica rellenos de espinaca, queso o carne. De esta forma es habitual en algunos países de Iberoamérica (por ejemplo Colombia, Argentina y Brasil) y en Estados Unidos.